# Brettena Smyth
Bridgetena "Brettena" Smyth, född 1840, död 1898, var en australiensisk kvinnorättsaktivist och socialreformator, känd främst för sitt arbete för preventivmedel för kvinnor. 
Hon föddes i Melbourne som dotter till affärsidkaren John Riordan och Bridgetena Cavanagh, och gifte sig 1861 med affärsägaren William Taylor Smyth. När hon blev änka 1873 gjorde hon om familjens grönsaksaffär till ett apotek. 
Hon blev medlem i Victorian Women's Suffrage Society, och grundade 1888 Australian Women's Suffrage Society. Hon motsatte sig religionens inflytande i samhället, förespråkade sekularism och stöddes av Australasian Secular Association. Hon förespråkade preventivmedel, höll föreläsningar om preventivmedel för kvinnor och sålde pessar, som hon rekommenderade eftersom de kunde användas av kvinnor utan att deras ovilliga makar märkte dem. Hon motsatte sig sex utanför äktenskapet, men förespråkade ett jämlikt sexuellt förhållande med planerad reproduktion inom det, och publicerade arbeten i ämnet. 